# Recopa Catarinense de 2025
A Recopa Catarinense de 2025 foi a sétima edição deste torneio estadual de futebol, organizado pela Federação Catarinense de Futebol (FCF), e disputado em uma partida única entre os campeões do Campeonato Catarinense e da Copa Santa Catarina.
O Criciúma conquistou o título ao vencer o Concórdia por 2 a 0, em 19 de janeiro, no estádio Heriberto Hülse. Os gols foram marcados por Talisson e Marcelo Hermes. Esta vitória marcou a segunda conquista do Criciúma na história da Recopa Catarinense.

## Antecedentes
Em 13 de janeiro de 2018, a Chapecoense, que detinha o título estadual da temporada anterior, enfrentou, em um amistoso, o Tubarão, campeão da Copa Santa Catarina. A partida integrou a preparação da equipe de Chapecó para o início da nova temporada e foi simbolicamente denominada Recopa Catarinense. Posteriormente, em 14 de setembro, a FCF oficializou a Recopa no calendário estadual, mantendo os mesmos moldes e programando a competição para ocorrer em janeiro, marcando assim a estreia do futebol catarinense a cada ano. Contudo, a Copa América de 2019 ocasionou alterações nos calendários estaduais, o que impossibilitou a realização da partida em janeiro. Assim, a competição foi adiada para 4 de julho de 2019.
Na primeira edição, o Figueirense derrotou o Brusque com um gol de Rafael Marques e se tornou o primeiro campeão. O Brusque, por sua vez, participou da edição seguinte e venceu o Avaí. Até a edição de 2024, esses dois clubes são os que mais venceram a Recopa Catarinense, com duas conquistas cada. Além deles, o Joinville saiu vitorioso na edição de 2021.
O Criciúma garantiu sua classificação para a edição de 2025 ao vencer o Campeonato Catarinense na temporada anterior, enquanto o Concórdia conquistou a Copa Santa Catarina.

## Partida

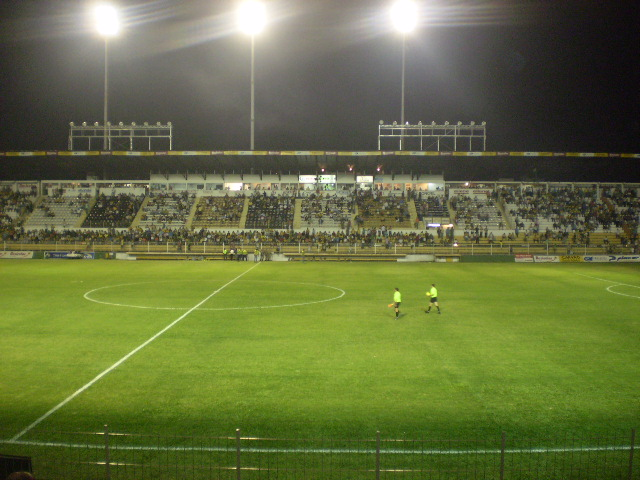
Vista do estádio Heriberto Hülse, onde a Recopa Catarinense de 2025 foi disputada.

| 19 de janeiro | Criciúma                          | 2 – 0  | Concórdia | Estádio Heriberto Hülse, Criciúma                |
| 16:00         | Talisson 46' · Hermes 90+2' (pen) | Súmula |           | Público: 8 339 Árbitro: Bráulio da Silva Machado |

## Campeão
| Recopa Catarinense de 2025 |
| -------------------------- |
| Criciúma (2° título)       |